# Trichogramma misiae
Trichogramma misiae är en stekelart som beskrevs av Kostadinov 1987. Trichogramma misiae ingår i släktet Trichogramma och familjen hårstrimsteklar.
Artens utbredningsområde är Bulgarien. Inga underarter finns listade i Catalogue of Life.